# Svartbröstad vråk
Svartbröstad vråk (Geranoaetus melanoleucus) är en hökfågel som förekommer i Sydamerika i bergsområden på 1600–3500 meters höjd över havet.

## Utseende och läte
Svartbröstad vråk är en stor rovfågel med breda vingar och kort stjärt. Adulta fåglar har mörkgrått på huvud och bröst som kontrasterar mot den vita buken. Vingarna är silvergrå ovan, undertill vita på täckarna men med mörka vingpennor. I flykten har den en karakteristisk profil med utbuktande armpennor, avsmalnade vingspetsar och en mycket kort stjärt. Ungfåglarna är bruna och streckade, lika rödryggig vråk, men med stor och tung kropp och kortare, mer avsmalnad stjärt.

## Utbredning och systematik
Svartbröstad vråk delas upp i två underarter:
- Geranoaetus melanoleucus australis – Anderna från västra Venezuela till Tierra del Fuego
- Geranoaetus melanoleucus melanoleucus – sydöstra Brasilien till Paraguay, Uruguay och nordöstra Argentina

### Släktskap
Svartbröstad vråk placerades tidigare som ensam art i släktet Geranoaetus, men genetiska studier visar att den är närbesläktad med vitstjärtad vråk och rödryggig vråk, båda traditionellt i Buteo. Dessa inkluderas därför med svartbröstad vråk i Geranoaetus.  

## Levnadssätt
Svartbröstad vråk är en av de vanligare stora vråkarna på den sydamerikansk alpin stäpp, i bergstrakter, grässlätter och öppet skogslandskap. Födan består nästan uteslutande av däggdjur, framför allt införda europeiska kaniner.

### Häckning
Fågeln bygger ett stort kvistbo, 160 cm i diameter och 24 cm högt. Det placeras framför allt på en högt liggande klippavsats, i brist på klippor i träd eller till och med på marken. Däri lägger den ett till tre vita ägg.

## Status och hot
Arten har ett stort utbredningsområde och en stor population med stabil utveckling. Utifrån dessa kriterier kategoriserar IUCN arten som livskraftig (LC).

## Bilder

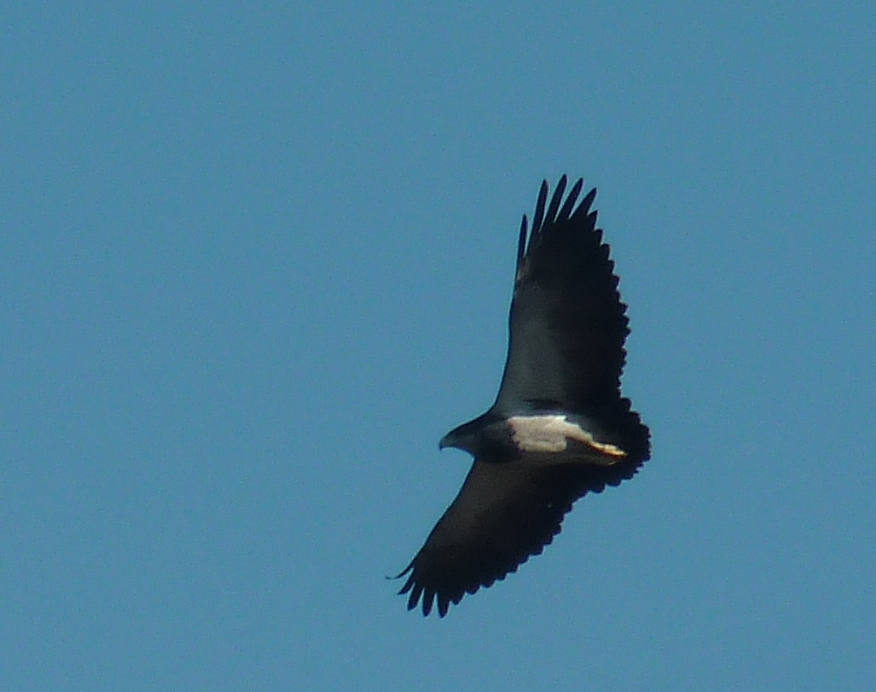
Den karaktäristiska profilen i flykten.
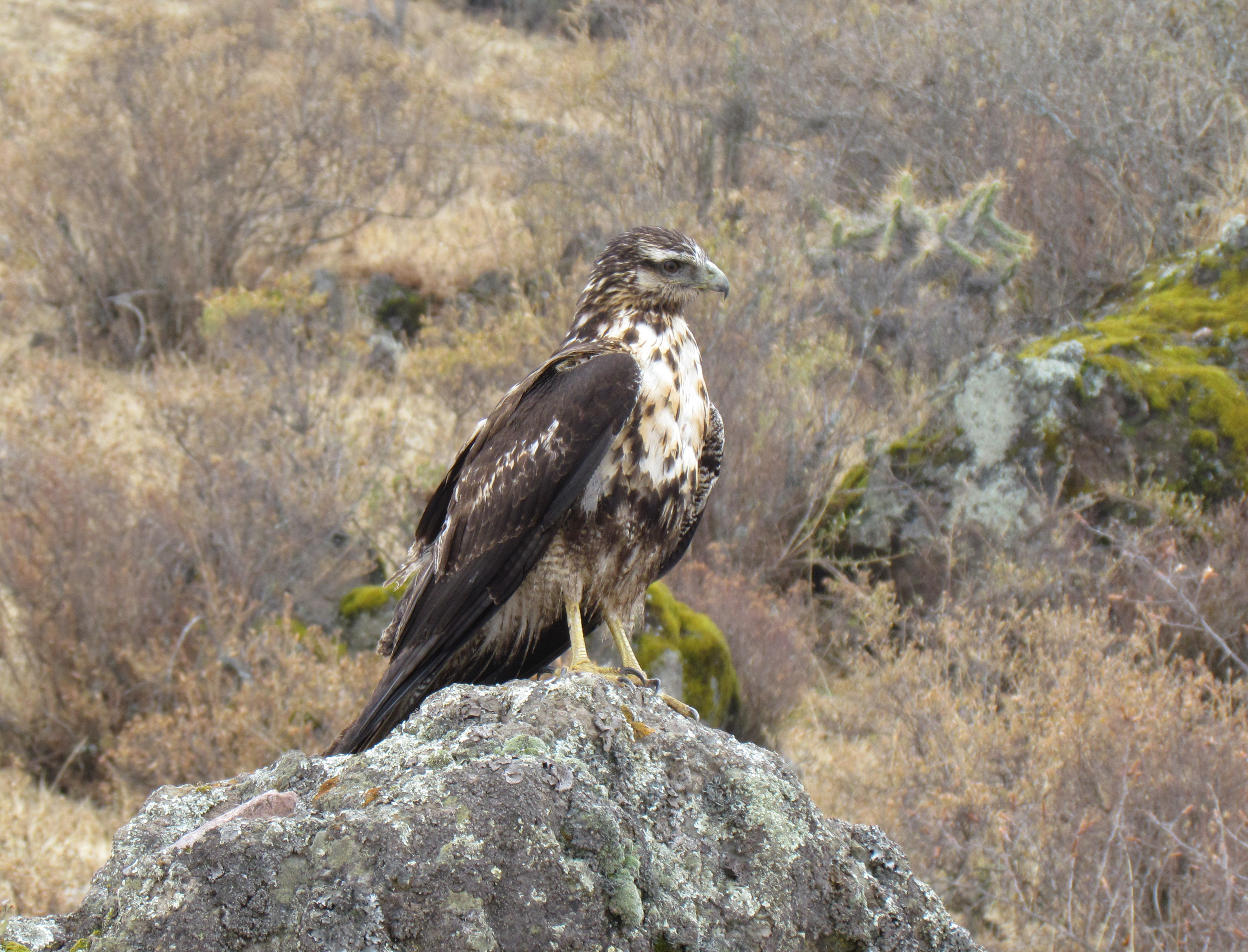
Juvenil.
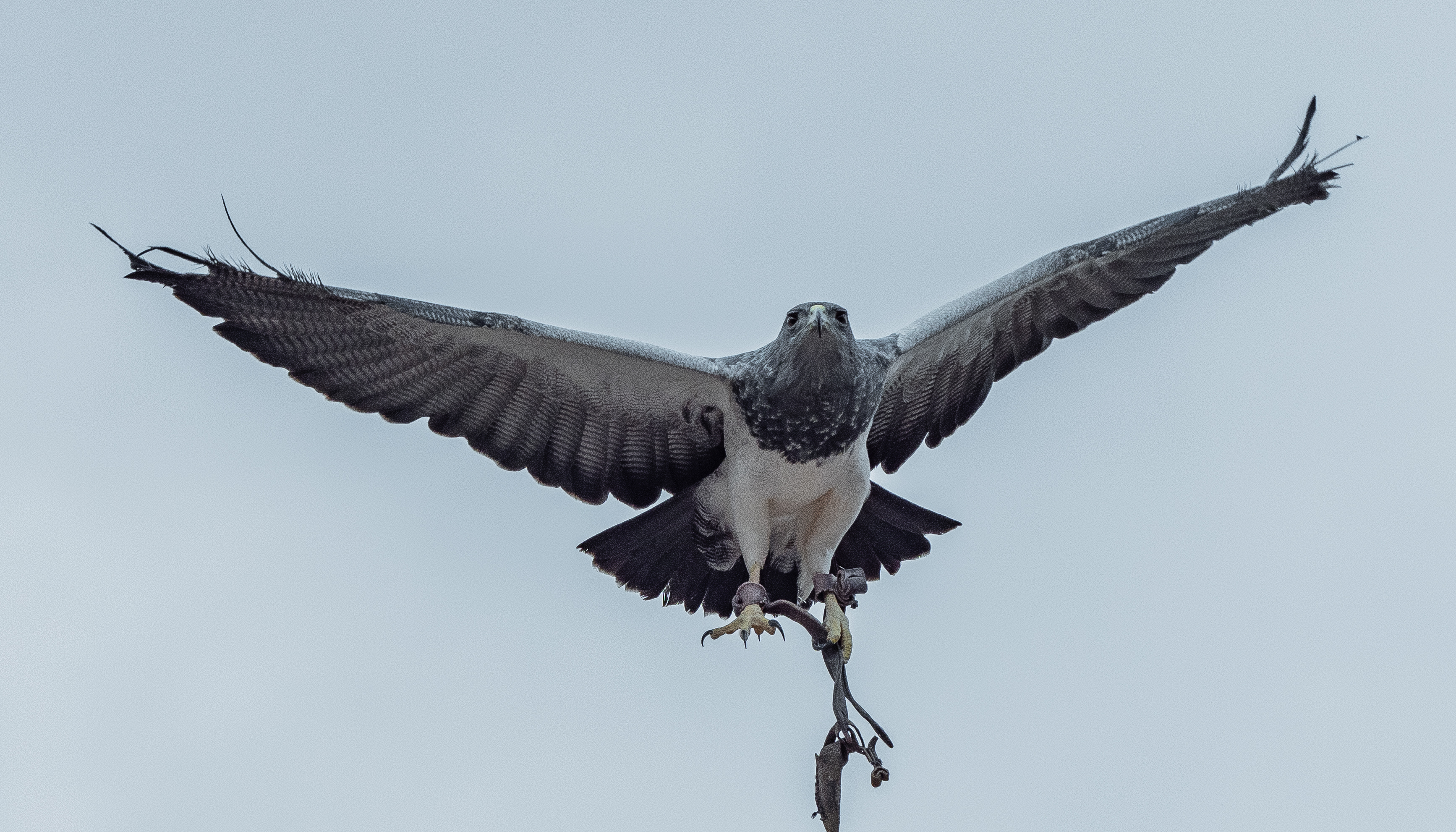
Falkenerarfågel.